# 白令海蛇綿鳚
扁鼻蛇綿鳚，為輻鰭魚綱鱸形目绵鳚亞目绵鳚科的其中一種，分布於西北太平洋區的白令海西部海域，屬深海底棲性魚類，棲息深度在水深3820至4070公尺，體長可達18.8公分。

## 扩展阅读
維基物種上的相關：扁鼻蛇綿鳚